# Biret
Biret (lat.ː birretum »pokrivalo iz zvaljane volne«), tudi »bireta«, je pokrivalo katoliških ali judovskih duhovnikov in dostojanstvenikov. Od 12. stoletja so nosili biret pevci v uglednejših pevskih zborih. Konec 15. stoletja je dobil današnjo štirikotno obliko. 
Barva bireta kaže stopnjo časti, ki jo ima lastnik pokrivala:
- črni biret iz volnene tkanine nosijo duhovniki in bogoslovci
- škrlatni (purpurno rdeči) biret iz svile nosijo kardinali,
- vijolični biret nosijo škofje in kanoniki

Z liturgično prenovo po drugem vatikanskem koncilu se biret ni obdržal v bogoslužju rimskokatoliške cerkve.